# Jabloňovce
Jabloňovce (hongrois : Hontalmás) est un village de Slovaquie situé dans la région de Nitra.

## Histoire
Première mention écrite du village en 1245.

## Démographie

### Évolution de la population
| Année:               | 1994. | 2004.    | 2014.   | 2024.   |
| -------------------- | ----- | -------- | ------- | ------- |
| Nombre de personnes: | 247   | 208      | 202     | 199     |
| Différence:          |       | -15,78 % | -2,88 % | -1,48 % |

| Année:               | 2023. | 2024.   |
| -------------------- | ----- | ------- |
| Nombre de personnes: | 205   | 199     |
| Différence:          |       | -2,92 % |